# Joseph Trip
Joseph Trip (Norrköping, mei 1656 – 1716) was een Nederlands raadsheer en regent.

## Leven en werk
Trip, lid van de familie Trip, werd in 1656 geboren als zoon van Adrianus Trip en Adriana de Geer. Hij studeerde rechtswetenschappen aan de Universiteit van Groningen. Van 1683 tot 1703 was hij secretaris van de Hoge Justitiekamer van Stad en Lande. Daarna was hij ongeveer tien jaar raadsheer te Groningen en in 1706 was Trip lid van de Admiraliteit van Amsterdam. Vervolgens was Trip lid van de Gedeputeerde Staten van Groningen, lid van de Admiraliteit van Harlingen en kerkvoogd in Wildervank. 
Trip trouwde in 1684 met Beerta Elisabeth Gockinga, lid van de familie Gockinga.